# Bill Bertka
William "Bill" Bertka (Akron, Ohio, 8 de agosto de 1927) es un exentrenador y exdirigente deportivo de baloncesto estadounidense que dirigió de forma interina a Los Angeles Lakers de la NBA en dos ocasiones, además de haber sido entrenador de la Universidad de Kent St. y asistente de varios equipos de la NBA durante más de 20 años.

## Trayectoria deportiva

### Universidad
Asistió a la Universidad de Kent St., donde años después, en 1957, comenzó su carrera como entrenador, dirigiendo a los Golden Flashes durante cuatro temporadas, en las que consiguió 36 victorias y 57 derrotas.

### NBA
Comenzó su carrera en la NBA como asistente de Bill Sharman en Los Angeles Lakers en la temporada 1971-72, en la que se proclamaron campeones. Posteriormente fue también entrenador asistente de Pat Riley y Phil Jackson entre otros, logrando ganar hasta 6 anillos de la NBA todos con los Lakers.
Asumió el puesto de entrenador principal interino en dos ocasiones. La primera vez en la temporada 1993-94, sustituyendo a Randy Pfund, dirigiendo al equipo en dos partidos, para posteriormente hacerse cargo del mismo Magic Johnson. La segunda vez fue tras la destitución de Del Harris en la temporada 1998-99, dirigiendo al equipo en un único partido, tras el cual sería Kurt Rambis quien se haría cargo del puesto de entrenador.

#### Estadísticas
| Equipo             | Temp.   | P | V | D | %V-D  | Finalizó | PP | VP | DP | %V-DP | Resultado |
| ------------------ | ------- | - | - | - | ----- | -------- | -- | -- | -- | ----- | --------- |
| Los Angeles Lakers | 1993–94 | 2 | 1 | 1 | .500  | -        | —  | —  | —  | —     |           |
| Los Angeles Lakers | 1998–99 | 1 | 1 | 0 | 1.000 | -        | —  | —  | —  | —     |           |
| Total              |         | 3 | 2 | 1 | .667  |          |    |    |    |       |           |